# Jules Marion
Pour les articles homonymes, voir Marion.
Arthur Jules Marion  (1866-décembre 1925) est un homme politique provincial canadien de la Saskatchewan. Il représente la circonscription d'Île-à-la-Crosse à titre de député du Parti libéral de la Saskatchewan de 1926 à 1934 et de 1938 à son décès en fonction à Meadow Lake en 1941,.

## Biographie
Né à Duck Lake dans les Territoires du Nord-Ouest, Marion est défait par Deakin Hall en 1934, alors lui-même candidat libéral.
Son fils, Louis Marcien Marion sert aussi comme député libéral d'Athabasca de 1944 à 1952.
Marion est le beau-frère par alliance du sénateur libéral William Albert Boucher.